# 인테르렉스
인테르렉스(interrex; 복수형: 인테르레제스(interreges))는 로마 왕국과 로마 공화국 시절의 특별 마지스트라투스였다. 처음에는 인테르렉스가 로마 국왕이 죽은 후 후계자가 선출될 때까지 임명되었기 때문에 "왕들 사이의" 통치자(라틴어: inter reges)라는 이름이 붙었다.

## 같이 보기
- 로마 공화국 민회
- 로마 민회